# Mahalia
Mahalia Burkmar (Syston, 1 de maio de 1998), conhecida mononimamente como Mahalia, é uma cantora, compositora e atriz jamaicana-britânica. Mahalia lançou vários EPs e dois álbuns, Diary of Me (2016) e Love and Compromise (2019). Ela também atuou no filme Brotherhood (2016). Mahalia teve seu sucesso em 2017 com sua performance de "Sober" para o canal do YouTube Colors. Em 2018, ela foi a número um na lista YouTube's Ones to Watch do YouTube.

## Vida e carreira
Mahalia é de Syston, Charnwood, em Leicestershire. Seus pais são músicos. Seu pai é britânico-irlandês e sua mãe é jamaicana. Mahalia descreveu a cidade em que cresceu como uma área predominantemente branca com "muito racismo". Ela tem um irmão.
Ela frequentou a The Roundhill Academy até assinar um contrato de gravação aos 13 anos, quando se transferiu para uma escola de artes cênicas, a Birmingham Ormiston Academy, onde teve aulas de atuação.
Quando criança, ela costumava passar as férias de verão em casa escrevendo músicas  — ela escreveu sua primeira música aos oito anos e assinou um contrato com a Asylum Records aos 13 anos. Ela se apresentou ao vivo pela primeira vez com "onze, ou talvez doze" em um microfone aberto. Ela lançou seu EP de estreia, Head Space, em 2012. Mahalia foi posteriormente apresentada a Ed Sheeran, para quem ela passou a fazer shows de abertura.
Em 2019, Mahalia foi destaque na Brit List da BBC Radio 1. Seu álbum Love and Compromise foi lançado no mercado como seu álbum de estreia. O conceito do álbum foi influenciado por uma entrevista com Eartha Kitt, que a mãe de Mahalia lhe mostrou quando ela era criança.
Mahalia ganhou o prêmio de Melhor Artista Feminino e Melhor Artista de R&B/Soul no MOBO Awards 2020.
Em 2021, ela lançou "Jealous", uma colaboração com a rapper americana Rico Nasty. Ela foi indicada para seu primeiro Grammy de Melhor Performance de R&B no Grammy Awards de 2021. Mahalia foi incluída na lista da Forbes "Under 30" de 2021.

## Influências
Mahalia listou Corinne Bailey Rae, Erykah Badu, Lauryn Hill, Amy Winehouse, Jill Scott, India Arie, Ed Sheeran, e Kate Nash entre suas influências musicais.

## Discografia

### Álbuns de estúdio
| Diary of Me                                                                               | - Lançamento: 16 de dezembro de 2016 - Gravadora: Asylum - Formato: CD, download digital, streaming | —  | — | —  |
| Love and Compromise                                                                       | - Lançamento: 6 de setembro de 2019 - Gravadora: Asylum - Formato: CD, download digital, streaming  | 28 | 4 | 23 |
| "—" denota uma gravação que não entrou nas paradas ou não foi lançada naquele território. | |    |   |    |

### Extended plays
| Título          | Detalhes                                                                    |
| --------------- | --------------------------------------------------------------------------- |
| Head Space      | - Lançamento: 10 de julho de 2012 - Formato: Download digital, streaming    |
| Never Change    | - Lançamento: 11 de dezembro de 2015 - Formato: Download digital, streaming |
| Seasons         | - Lançamento: 21 de setembro de 2018 - Formato: Download digital, streaming |
| Isolation Tapes | - Lançamento: 1 de maio de 2020 - Formato: Download digital, streaming      |
| Letter to Ur Ex | - Lançamento: 20 de maio de 2022 - Formato: Download digital, streaming     |

### Singles
| Título                                                                                    | Ano  | Melhores posições nas paradas | Melhores posições nas paradas | Melhores posições nas paradas | Melhores posições nas paradas | Melhores posições nas paradas | Melhores posições nas paradas | Melhores posições nas paradas | Melhores posições nas paradas | Certificações | Álbum |
| Título                                                                                    | Ano  | UK                            | UK R&B                        | BEL (FL) Tip                  | NZ Hot                        | US Bub.                       | US R&B                        | US R&B/HH Airplay             | US Adult R&B                  | Certificações | Álbum |
| ----------------------------------------------------------------------------------------- | ---- | ----------------------------- | ----------------------------- | ----------------------------- | ----------------------------- | ----------------------------- | ----------------------------- | ----------------------------- | ----------------------------- | ------------- | --- |
| "Borrowers"                                                                               | 2015 | —                             | —                             | —                             | —                             | —                             | —                             | —                             | —                             |               | Never Change |
| "Back Up Plan"                                                                            | 2016 | —                             | —                             | —                             | —                             | —                             | —                             | —                             | —                             |               | Diary of Me |
| "17"                                                                                      | 2016 | —                             | —                             | —                             | —                             | —                             | —                             | —                             | —                             |               | Diary of Me |
| "Silly Girl"                                                                              | 2016 | —                             | —                             | —                             | —                             | —                             | —                             | —                             | —                             |               | Diary of Me |
| "Mahalia"                                                                                 | 2016 | —                             | —                             | —                             | —                             | —                             | —                             | —                             | —                             |               | Diary of Me |
| "Roller Coaster"                                                                          | 2016 | —                             | —                             | —                             | —                             | —                             | —                             | —                             | —                             |               | Diary of Me |
| "I Remember"                                                                              | 2016 | —                             | —                             | —                             | —                             | —                             | —                             | —                             | —                             |               | Diary of Me |
| "Marry Me"                                                                                | 2016 | —                             | —                             | —                             | —                             | —                             | —                             | —                             | —                             |               | Diary of Me |
| "Independence Day"                                                                        | 2016 | —                             | —                             | —                             | —                             | —                             | —                             | —                             | —                             |               | Diary of Me |
| "Begin Again"                                                                             | 2016 | —                             | —                             | —                             | —                             | —                             | —                             | —                             | —                             |               | Diary of Me |
| "Sober"                                                                                   | 2017 | —                             | —                             | —                             | —                             | —                             | —                             | —                             | —                             |               | Singles sem álbum |
| "Hold On" (com Buddy)                                                                     | 2017 | —                             | —                             | —                             | —                             | —                             | —                             | —                             | —                             |               | Singles sem álbum |
| "No Pressure"                                                                             | 2017 | —                             | —                             | —                             | —                             | —                             | —                             | —                             | —                             |               | Singles sem álbum |
| "Proud of Me" (com Little Simz)                                                           | 2018 | —                             | —                             | —                             | —                             | —                             | —                             | —                             | —                             |               | Singles sem álbum |
| "No Reply"                                                                                | 2018 | —                             | —                             | —                             | —                             | —                             | —                             | —                             | —                             |               | Singles sem álbum |
| "Water" (com Kojey Radical e Swindle)                                                     | 2018 | —                             | —                             | —                             | —                             | —                             | —                             | —                             | —                             |               | Singles sem álbum |
| "I Wish I Missed My Ex"                                                                   | 2018 | —                             | —                             | 43                            | —                             | —                             | —                             | —                             | —                             |               | Love and Compromise |
| "Surprise Me"                                                                             | 2018 | —                             | —                             | 43                            | —                             | —                             | —                             | —                             | —                             |               | Seasons |
| "One Night Only" (com Kojey Radical)                                                      | 2018 | —                             | —                             | —                             | —                             | —                             | —                             | —                             | —                             |               | Seasons |
| "Do Not Disturb"                                                                          | 2019 | —                             | —                             | 3                             | —                             | —                             | —                             | —                             | —                             |               | Love and Compromise |
| "Grateful"                                                                                | 2019 | —                             | —                             | —                             | —                             | —                             | —                             | —                             | —                             |               | Single sem álbum |
| "Simmer" (com Burna Boy)                                                                  | 2019 | 46                            | 34                            | 32                            | —                             | —                             | —                             | —                             | —                             | - BPI: Prata  | Love and Compromise |
| "Square 1"                                                                                | 2019 | —                             | —                             | —                             | —                             | —                             | —                             | —                             | —                             |               | Love and Compromise |
| "What You Did" (com Ella Mai)                                                             | 2019 | 90                            | —                             | —                             | 29                            | 7                             | 15                            | 13                            | 6                             |               | Love and Compromise |
| "BRB"                                                                                     | 2020 | —                             | —                             | —                             | —                             | —                             | —                             | —                             | 20                            |               | Isolation Tapes |
| "Jealous" (com Rico Nasty)                                                                | 2021 | —                             | —                             | —                             | 34                            | —                             | —                             | —                             | —                             |               | data-sort-value="" style="background: #DDF; color: #2C2C2C; vertical-align: middle; text-align: center; " class="no table-no2" \| ASA |
| "Whenever You're Ready"                                                                   | 2021 | —                             | —                             | —                             | 36                            | —                             | —                             | —                             | 17                            |               | data-sort-value="" style="background: #DDF; color: #2C2C2C; vertical-align: middle; text-align: center; " class="no table-no2" \| ASA |
| "Roadside" (com AJ Tracey)                                                                | 2021 | 93                            | —                             | —                             | 37                            | —                             | —                             | —                             | —                             |               | data-sort-value="" style="background: #DDF; color: #2C2C2C; vertical-align: middle; text-align: center; " class="no table-no2" \| ASA |
| "Letter to Ur Ex"                                                                         | 2022 | —                             | —                             | —                             | —                             | —                             | —                             | —                             | —                             |               | Letter to Ur Ex |
| "Whatever Simon Says"                                                                     | 2022 | —                             | —                             | —                             | —                             | —                             | —                             | —                             | —                             |               | Letter to Ur Ex |
| "In the Club"                                                                             | 2022 | —                             | —                             | —                             | 31                            | —                             | —                             | —                             | —                             |               | Letter to Ur Ex |
| "—" denota uma gravação que não entrou nas paradas ou não foi lançada naquele território. |      |                               |                               |                               |                               |                               |                               |                               |                               |               | |

### Como artista convidada
| Título              | Ano  | Outro(s) artista(s)          | Álbum             |
| ------------------- | ---- | ---------------------------- | ----------------- |
| "We the Generation" | 2015 | Rudimental                   | We the Generation |
| "Keep It Pushin"    | 2018 | Russ                         | Zoo               |
| "All I Need"        | 2020 | Jacob Collier, Ty Dolla Sign | Djesse Vol. 3     |
| "Pretty"            | 2020 | col3trane                    | Single sem álbum  |
| "No One But You"    | 2020 | Justin Nozuka                | Then, Now & Again |

## Prêmios e indicações
| Ano  | Organização             | Prêmio                          | Trabalho                                         | Resultado |
| ---- | ----------------------- | ------------------------------- | ------------------------------------------------ | --------- |
| 2018 | BRIT Awards             | Critics' Choice Award           | Ela mesma                                        | Indicado  |
| 2018 | BBC                     | Sound of 2019                   | Ela mesma                                        | Incluído  |
| 2018 | Metro                   | Ones To Watch 2019              | Ela mesma                                        | Incluído  |
| 2019 | MTV Push                | Ones To Watch 2019              | Ela mesma                                        | Indicado  |
| 2019 | Soul Train Music Awards | Artista Revelação               | Ela mesma                                        | Indicado  |
| 2019 | Brit Awards             | Critics' Choice Award           | Ela mesma                                        | Indicado  |
| 2020 | Brit Awards             | Artista Solo Britânica Feminina | Ela mesma                                        | Indicado  |
| 2020 | NAACP Image Awards      | Outstanding New Artist          | Ela mesma                                        | Indicado  |
| 2021 | Grammy Awards           | Melhor desempenho de R&B        | "All I Need" (com Jacob Collier e Ty Dolla Sign) | Indicado  |

## Filmografia
- Brotherhood (Noel Clarke, 2016) – ela interpretou Thea